# Jean Van Hamme
Jean Van Hamme, född 16 januari 1939 i Bryssel, är en belgisk seriemanusförfattare. Han har skrivit manus till flera fransk-belgiska äventyrsserier, däribland Blake och Mortimer, Thorgal, XIII, Largo Winch och Wayne Shelton.

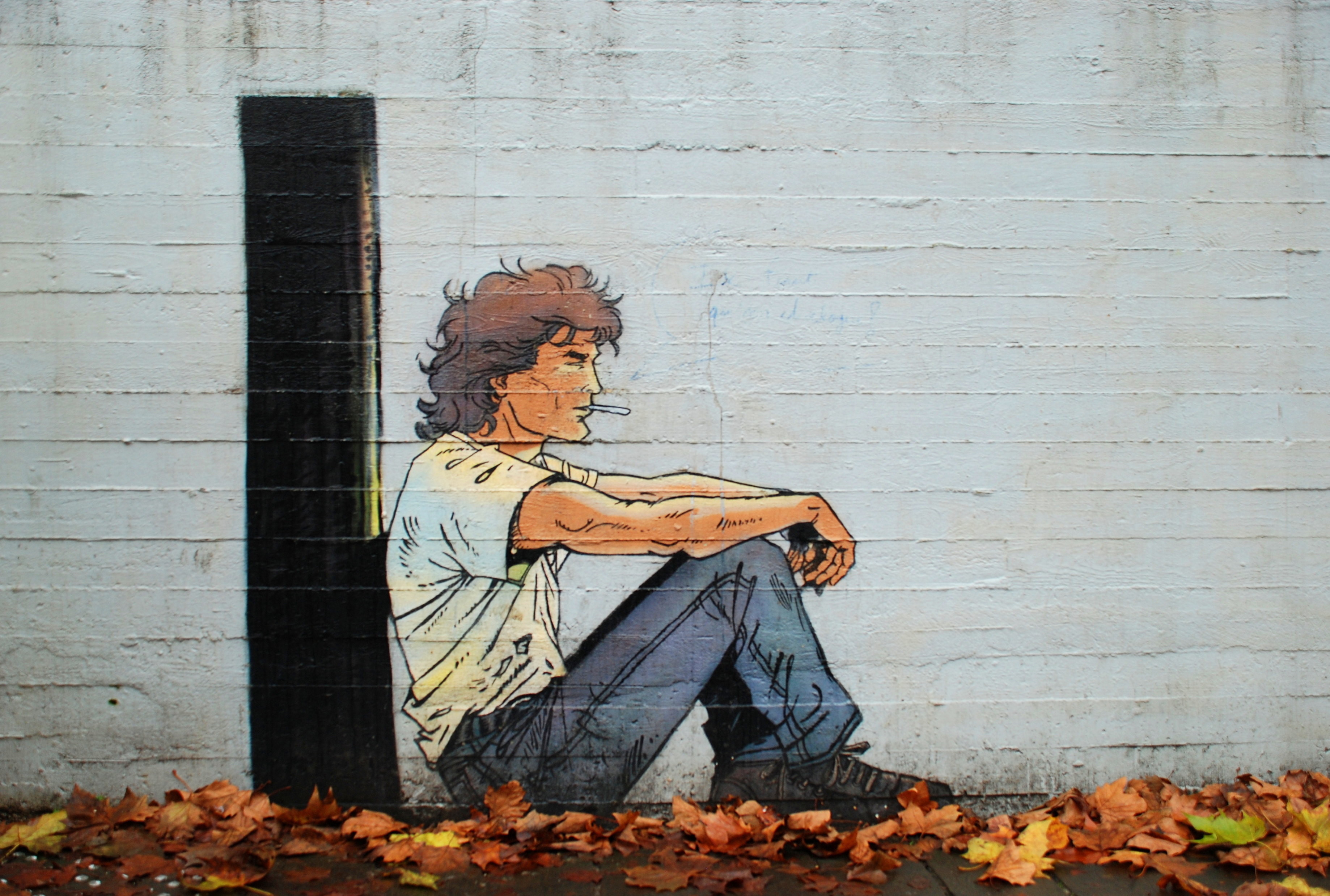
Largo Winch, Louvain-la-Neuve, Belgien.